# Municipio bajo jurisdicción central
Los municipios bajo jurisdicción central, de control directo o de primer orden, es el más alto nivel de jerarquía que se le da a un municipio en un estado unitario, ya que este está administrado de manera directa por el gobierno nacional. Este tipo de administración es similar a un Distrito federal es decir,  de primer orden, sin formar parte en las divisiones que se organiza el país. El Distrito capital, es un tipo de esta administración que se limita solo a la capital, pero según las leyes en cada territorio, pueden ser tantos municipios como sea necesario. Este tipo de administración es también conocido como ciudad autónoma o ciudad independiente,  ya que no se encuentra integrado a ninguna división administrativa de rango intermedio.
Geográfica y culturalmente, muchos de los municipios de control directo son enclaves con un gobierno independiente en medio de las demás entidades subnacionales, y en algunos casos surgen por posiciones estratégicas.

## América
Este tipo de administración es común en el continente americano, pero solo se presenta para la capital del estado, Distrito capital, aunque su nombre varía, indica que solo un municipio/división (la capital ) está administrado directamente por el gobierno central o es independiente a otro ente territorial. 
Por ejemplo, en Colombia, el Distrito de Bogotá, es considerado por la constitución política colombiana como una entidad territorial de primer orden que, a su vez, contribuye a tener su propia administración distrital independiente de la gobernación o mandato de un departamento. Por lo tanto, es denominado Bogotá, Distrito Capital.  
Aunque la capital de Argentina, Buenos Aires, recibe el nombre de ciudad autónoma por tener una única administración, este caso se trata de un distrito federal .

## España
El Municipio es una Administración Pública que se asienta sobre el territorio del término municipal, gozando de personalidad jurídica propia y autonomía para la gestión de sus respectivos intereses. En España hay 8131 municipios. Hay dos territorios españoles que se encuentran fuera de la Europa continental que son las ciudades de Ceuta y Melilla, estas localidades solo comprenden un municipio y reciben el nombre administrativo de ciudad autónoma.

## Asia
En el Lejano oriente es el nivel más alto en las ciudades utilizado en China, Corea (Sur y Norte), Taiwán y Vietnam, con condición igual a la de las provincias de tales países aunque con distintas variaciones. 
Corea del Sur cambió el título de Ciudades Gobernadas Directamente a Ciudades Metropolitanas (Ciudad Especial para Seúl) en 1991.
Geográfica y culturalmente, muchos de los municipios son enclaves en el centro de las provincias. Algunos se encuentran en posiciones estratégicas entre las provincias.
China
- Pekín, Tianjin, Shanghái y Chongqing.

Corea del Norte
- Pionyang.

Corea del Sur
- Seúl, Busán, Daegu, Incheon, Gwangju, Daejeon y Ulsan.

Taiwán
- Taipéi, Kaohsiung, Taoyuan, Tainan, Taichung y Nuevo Taipéi.

Vietnam
- Hanói, Ciudad Ho Chi Minh, Da Nang, Hai Phong y Huế

Malasia
llamado Territorio federal comprende; Kuala Lumpur la capital nacional, Putrajaya la capital administrativa y Labuán un centro financiero internacional ubicado fuera de la Península Malaya . Kuala Lumpur es la capital de Malasia, pero esta creció de tal manera que se vio la necesidad de crear una nueva ciudad para despejar la capital principal, quedando Malasia con dos capitales , estas en sí son distritos federales. 
Labuan es una pequeña isla administrada por el gobierno federal a través del Departamento de Territorios Federales, un departamento dependiente del Departamento del primer ministro. Labuan tiene un representante en cada una de las Cámaras Alta y Baja del Parlamento. El estatus de Labuan funciona como un centro financiero extraterritorial que ofrece servicios financieros y comerciales internacionales.

## China continental y Taiwán

### Historia
Los primeros municipios fueron las 11 ciudades de Nankín, Shanghái, Pekín, Tianjin, Qingdao, Chongqing, Xian, Cantón, Hankou (ahora parte de Wuhan), Shenyang y Harbin que se remontan al gobierno de la República de China. Fueron creados en 1927, poco después de que fueran designados como "ciudades" durante la década de 1920. Nominalmente Dalian era un municipio, aunque estaba bajo ocupación japonesa. Estas ciudades fueron llamadas municipios especiales/ciudades (en chino, 特別市; pinyin, tébíeshì), pero posteriormente renombradas municipios de control Yuan (en chino tradicional, 院轄市; en chino simplificado, 院辖市; pinyin, yùanxíashì) y finalmente municipios bajo jurisdicción central (en chino tradicional, 直轄市; en chino simplificado, 直辖市; pinyin, zhíxiáshì) por el Gobierno Chino.
Después del triunfo de la Revolución en 1949 Anshan, Benxi y Fushun ascendieron a municipio mientras Qingdao, Dalian y Harbin descendieron a municipios provinciales. Hankou se fusionó a Wuhan. Por lo tanto quedaban 12 municipios en el territorio continental, hasta que Dalian fue elevada en 1950. En noviembre de 1952, Nankín fue rebajada a municipio provincial. En julio de 1953, Harbin fue restaurado a la condición de municipio, junto a Changchun. Excepto Pekín y Tianjin, que estaban bajo control central, todos los demás municipios se rigen por las Áreas Administrativa Mayores (大行政区 Pinyin: Dàxíngzhèngqū).
En junio de 1954, 11 de los 14 municipios se rebajaron a municipios provinciales, muchos de ellos se convirtieron en las capitales de sus provincias, quedando sólo Pekín, Shanghái y Tianjin, hasta que Chongqing fue restaurada en 1997 con una superficie mucho más amplia. Tianjin fue también, temporalmente revertida al estatus de control provincial alrededor de los 60.
Dos municipios de Taiwán se crearon después de que el gobierno de Chiang Kai-Chek tomó el control tras su derrota en la Guerra Civil. Taipéi se hizo un municipio de control yuan en 1967. Lo mismo se hizo para Kaohsiung en 1979. La promoción de Taichung y Tainan de ciudad provincial a municipio, ha sido propuesta y aprobada en 2009. Desde 1994 los municipios de control yuan han sido oficialmente municipios bajo control directo para subrayar su autonomía. Además de desarrollo político, económico y cultural, la ley taiwanesa dicta que un municipio debe tener más de 1.250.000 habitantes. 

#### Municipios antiguos
| Nombre         | Trad.  | Simp.  | Pinyin    | N. postal          | Región      | Anexión actual |
| -------------- | ------ | ------ | --------- | ------------------ | ----------- | -------------- |
| Nankín         | 南京   | 南京   | Nánjīng   | Nanking            | Este        | Jiangsu        |
| Qingdao        | 青島   | 青岛   | Qīngdǎo   | Tsingtao           | Este        | Shandong       |
| Xi'an          | 西安   | 西安   | Xī'ān     | Sian               | Noroeste    | Shaanxi        |
| Cantón         | 廣州   | 广州   | Guǎngzhōu | Kwangchou (cantón) | Sur-Central | Guangdong      |
| Hankou (Wuhan) | 漢口   | 汉口   | Hànkǒu    | Hankow             | Sur-Central | Hubei          |
| Shenyang       | 瀋陽   | 沈阳   | Shěnyáng  | Shenyang (Mukden)  | Noreste     | Liaoning       |
| Harbin         | 哈爾濱 | 哈尔滨 | Hāěrbīn   | Harbin             | Noreste     | Heilongjiang   |
| Dalian         | 大連   | 大连   | Dàlián    | Dairen             | Noreste     | Liaoning       |
| Anshan         | 鞍山   | 鞍山   | Ānshān    | Anshan             | Noreste     | Liaoning       |
| Benxi          | 本溪   | 本溪   | Běnxī)    | Penhsi             | Noreste     | Liaoning       |
| Fushun         | 撫順   | 抚顺   | Fǔshùn    | Fushun             | Noreste     | Liaoning       |

### China continental

#### Posición en la jerarquía
Los municipios de jurisdicción central (en chino:直辖市, municipio de administración directa) son la clasificación superior de las ciudades chinas. Aunque algunas ciudades de nivel inferior puedan autodenominarse con el nombre de municipio, su administración varía, en Wikipedia se refiere a ellos, utilizando los términos convencionales siguientes:
Hay cuatro niveles de municipios en la República Popular China:
1. Municipio de administración directa, cuando el gobierno central administra sin intermediarios como la provincia.
2. Ciudad-prefectura , municipio que abarca una región (prefectura) .
3. Ciudad-distrito, municipio que abarca mayor zona urbana que rural
4. Ciudad-condado, municipio que abarca mayor zona rural que urbana.

#### Administración
En los municipios chinos, el más alto funcionario del gobierno es el alcalde. El alcalde es también un delegado en el Asamblea Popular Nacional (el parlamento) y Secretario Adjunto del Comité Municipal del PCCh. Sin embargo, la más alta autoridad administrativa en el municipio pertenece al Secretario del Comité Municipal del PCCh o secretario del Partido.

#### Municipios actuales de China
|  |

| N.º mapa | Nombre    | Trad. | Simp. | Pinyin    | Postal    | Abr.    | ISO   | Región   | Población  | Densidad (/km²) | Área (km²) | Divisiones |
| -------- | --------- | ----- | ----- | --------- | --------- | ------- | ----- | -------- | ---------- | --------------- | ---------- | ---------- |
| 1        | Pekín     | 北京  | 北京  | Běijīng   | Peking    | 京 jīng | CN-11 | Norte    | 15 810 000 | 941             | 16 800     | Lista      |
| 2        | Tianjin   | 天津  | 天津  | Tiānjīn   | Tientsin  | 津 jīn  | CN-12 | Norte    | 11 519 000 | 980             | 11 305     | Lista      |
| 3        | Chongqing | 重慶  | 重庆  | Chóngqìng | Chungking | 渝 yú   | CN-50 | Suroeste | 31 442 300 | 382             | 82 300     | Lista      |
| 4        | Shanghái  | 上海  | 上海  | Shànghǎi  | Shanghái  | 沪 hù   | CN-31 | Este     | 18 450 000 | 2622            | 6341       | Lista      |

### Taiwán (República de China)

#### Posición en la jerarquía
Los municipios son las ciudades de mayor rango en Taiwán. Aunque algunas ciudades de nivel inferior en ocasiones traduzcan su categoría como municipios en Wikipedia se emplean los nombres convencionales:
En Taiwán hay tres niveles de ciudades organizados según la actual República de China:
1. Municipio
2. Ciudad provincial
3. Ciudad-condado

#### Administración
En las municipalidades taiwanesas, el alcalde es el funcionario de mayor rango, es elegido cada cuatro años por los votantes censados en el municipio, por ej. el alcalde de Taipéi.

#### Municipios actuales en Taiwán
| Nombre    | Trad. | Simp. | Hanyu Pinyin | Abr.   | Bandera | Emblema | Población | Densidad (/km²) | Área (km²) | Divisiones | Mapa |
| --------- | ----- | ----- | ------------ | ------ | ------- | ------- | --------- | --------------- | ---------- | ---------- | ---- |
| Taipéi    | 臺北  | 台北  | Táiběi       | 北 běi |         |         | 9 050 000 | 2948,8          | 3069       | Lista      |      |
| Kaohsiung | 高雄  | 高雄  | Gāoxióng     | 高 Gāo |         |         | 2 800 000 | 2786,1          | 1005       | Lista      |      |

## Corea del Norte

### Posición en la jerarquía
Las ciudades gobernadas directamente son las ciudades de mayor rango en Corea del Norte.
En Taiwán hay tres niveles de ciudades de acuerdo al gobierno de Corea del Norte:
1. Ciudades gobernadas directamente
2. Ciudades

### Municipios actuales de Corea del Norte
| Romanización          | Han'gŭl     | Hanja      | Año de separación | Provincia de la que se separó |
| --------------------- | ----------- | ---------- | ----------------- | ----------------------------- |
| P'yŏngyang Chikhalsi* | 평양 직할시 | 平壤直轄市 | 1946              | P'yŏngan del Norte            |

### Municipios antiguos de Corea del Norte
| Romanización                              | Han'gŭl            | Hanja                | Años                 | Provincia que la absorbió |
| ----------------------------------------- | ------------------ | -------------------- | -------------------- | ------------------------- |
| Ch'ŏngjin - (antes Chikhalsi)             | 청진시             | 淸津市               | 1960-1967, 1977-1985 | Hamgyŏng del Norte        |
| Hamhŭng - (antes Chikhalsi)               | 함흥시             | 咸興市               | 1960-1967            | Hamgyŏng del Sur          |
| Kaesŏng - (antes Chikhalsi)               | 개성시             | 開城市               | 1951-1955            | Hwanghae del Norte        |
| Namp'o - (antes Chikhalsi)                | 남포시             | 南浦市               | 1980-2004            | P'yŏng'an del Sur         |
| Rasŏn (Rajin-Sŏnbong) - (antes Chikhalsi) | 라선 (라진-선봉시) | 羅先市 (羅津-先鋒市) | 1993-2004            | Hamgyŏng del Norte        |

Nota: Corea del Norte usa una romanización variante de la McCune-Reischauer

## Corea del Sur

### Posición en la jerarquía
Las ciudades especiales y ciudades metropolitanas, municipios ambos, son la clasificación superior de las ciudades surcoreanas.
Existen tres niveles de ciudades en Corea del Sur:
1. Ciudad Especial
2. Ciudad Metropolitana
3. Ciudad

### Administración
En las municipalidades taiwanesas, el alcalde es el funcionario de mayor rango, es elegido cada cuatro años por los votantes censados en el municipio, por ej. el Alcalde de Seúl.

### Municipios actuales de Corea del Sur
| Romanización        | Hangul      | Hanja      | Año de separación | Provincia de la que se separó |
| ------------------- | ----------- | ---------- | ----------------- | ----------------------------- |
| Seúl Teukbyeolsi    | 서울 특별시 | Ver abajo  | 1067              | Yangju (luego Namgyeong)      |
| Busan Gwangyeoksi   | 부산 광역시 | 釜山廣域市 | 1963              | Gyeongsang del Sur            |
| Daegu Gwangyeoksi   | 대구 광역시 | 大邱廣域市 | 1981              | Gyeongsang del Norte          |
| Incheon Gwangyeoksi | 인천 광역시 | 仁川廣域市 | 1981              | Gyeonggi                      |
| Gwangju Gwangyeoksi | 광주 광역시 | 光州廣域市 | 1986              | S. Jeolla                     |
| Daejeon Gwangyeoksi | 대전 광역시 | 大田廣域市 | 1989              | Chungcheong del Sur           |
| Ulsan Gwangyeoksi   | 울산 광역시 | 蔚山廣域市 | 1997              | Gyeongsang del Sur            |

Notas
- Seúl no tiene nombre hanja pero en chino suele escribirse 首爾/首尔 por su nombre nuevo o Hanseong (漢城) por su nombre antiguo que data de la Dinastía Joseon.
- Seúl fue designada "Ciudad Libre Especial" (Teukbyeol Jayusi; 특별 자유시; 特別自由市) separada de la provincia de Gyeonggi en 1946 y "Ciudad Especial" en 1949.